# Ravensthorpe
Ravensthorpe è una città situata nella regione di Goldfields-Esperance, in Australia Occidentale; essa si trova 540 chilometri a est-sud-est di Perth ed è la sede della Contea di Ravensthorpe. Al censimento del 2006 contava 438 abitanti.